# The Devilles
|  | Denne artikel er oprettet af botten PalnaBot ud fra en ekstern database. Den kan derfor have sproglige fejl eller mangler. Denne skabelon kan fjernes efter kontrol af indholdet. |

The Devilles er en portrætfilm instrueret af Nicole N. Horanyi efter manuskript af Anders Frithiof August og Nicole N. Horanyi.

## Handling
Kan man blive for gammel til rock'n'roll? Teri Lee og Shawn har været sammen, siden de var 17. Det er efterhånden et stykke tid siden, og nu bor de i et pastelfarvet hus i L.A. med deres tre teenagebørn. Teri svinger skankerne som professionel burlesque-danser på en lokal stripjoint, og Shawn er forsanger i et garagepunk-band med det rammende navn 'Standard and Poor'. Men selvom Marilyn Monroe-håret sidder i perfekte krøller, er drømmen om det evige teenage-liv så småt begyndt at få rynker. Krisen kan mærkes, og forholdet knager. 'The Devilles' er dog først som sidst en amerikansk kærlighedshistorie med Las Vegas som endestation, såvel som en reportage fra en selvskabt verden af retro-coolness, hvor selviscenesættelse og ægte følelser ikke er hinandens modsætninger.